# Frank Oleynick
Frank Oleynick, né le 20 février 1955, à Bridgeport, dans le Connecticut, est un ancien joueur américain de basket-ball. Il évolue durant sa carrière au poste de meneur.

## Palmarès
- 3e du championnat du monde 1974
- Vainqueur des Jeux panaméricains de 1975